# کلاه اسکی

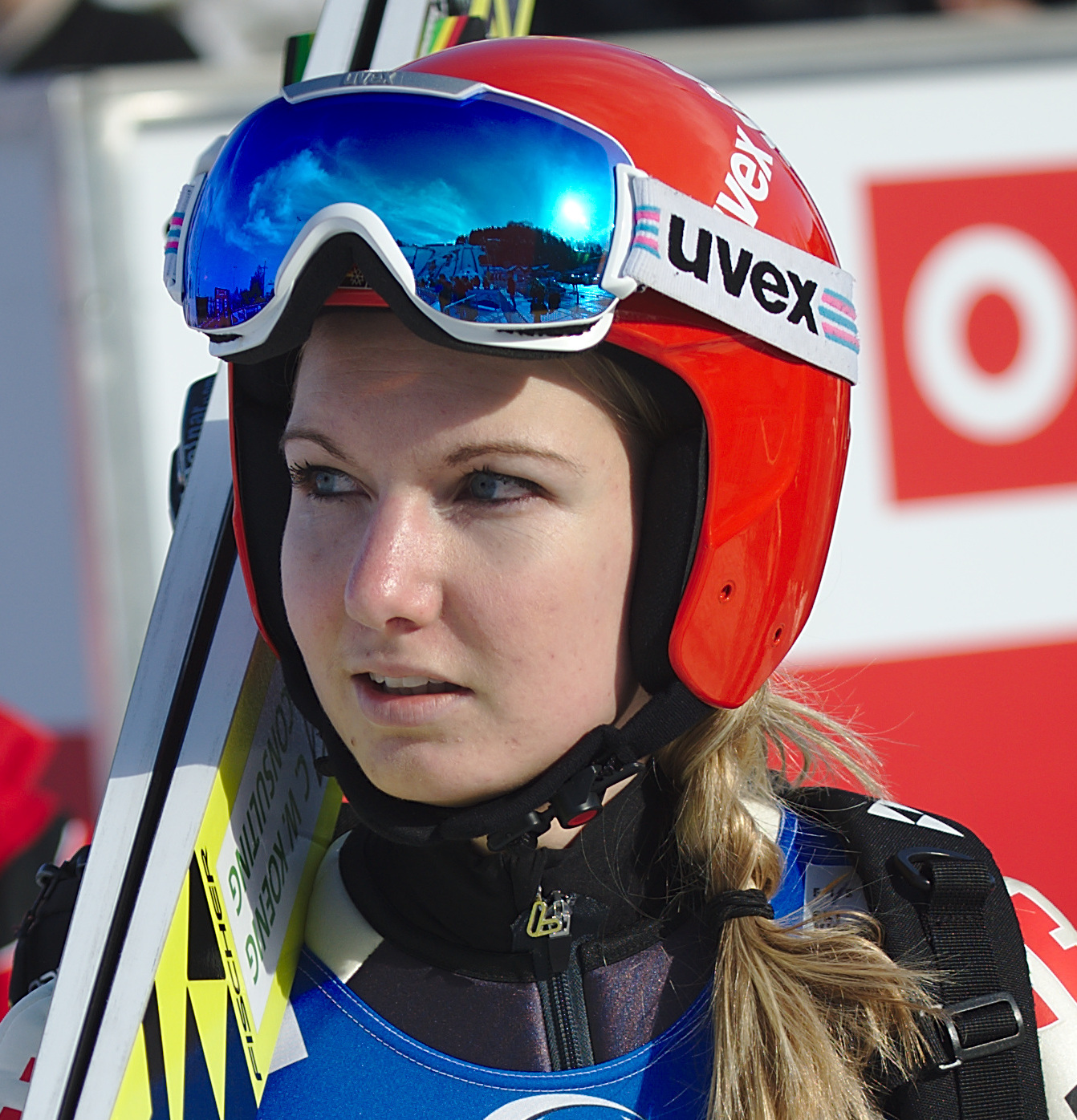
کلاه و عینک اسکی پرش ورزشکار آلمانی

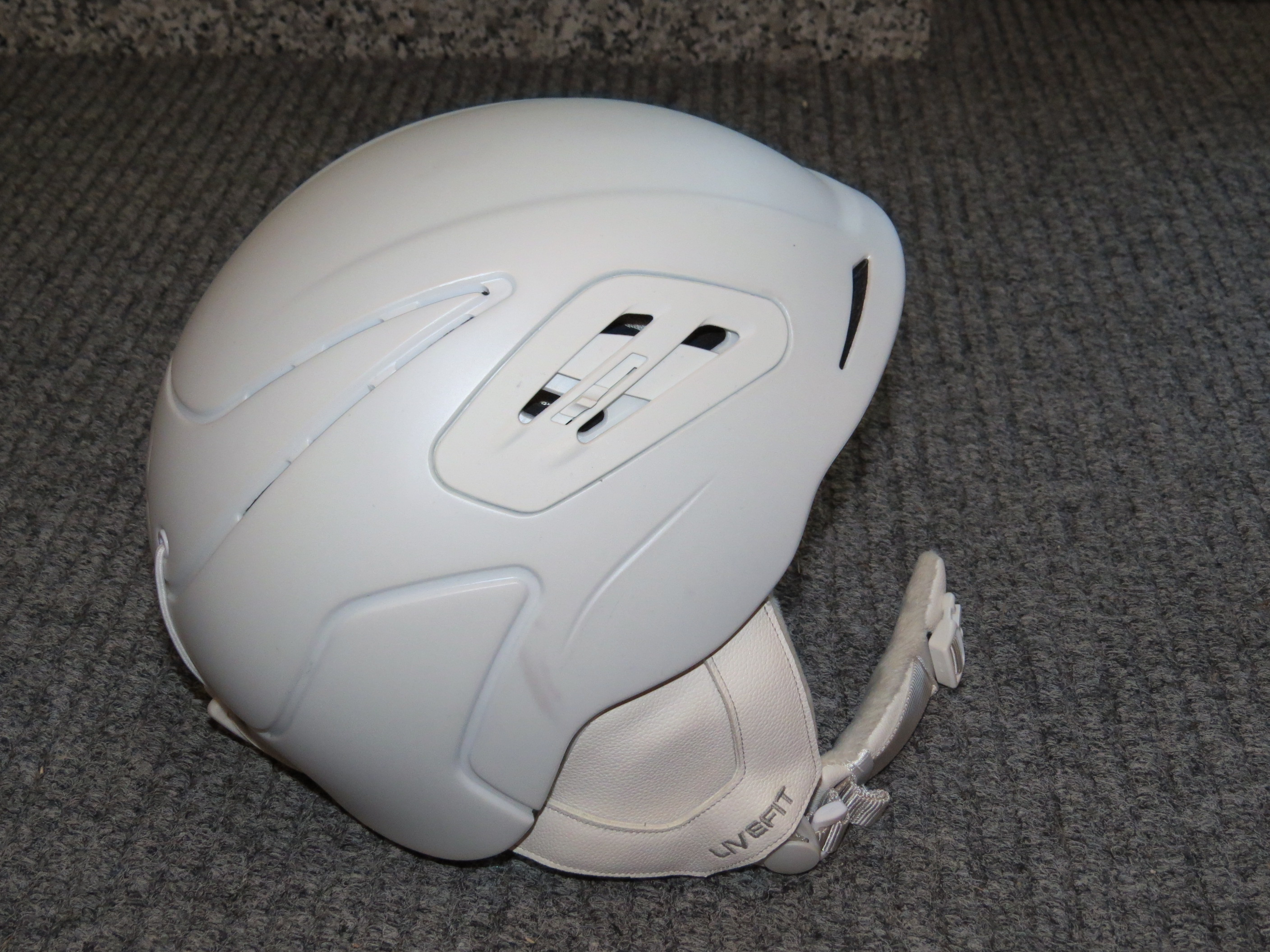
یک کلاه اسکی معمولی

کلاه اسکی کلاهی است که به‌طور خاص برای ورزش‌های زمستانی طراحی و ساخته شده است. تا حدود سال ۲۰۰۰ استفاده از آن نادر بود، اما در حدود سال ۲۰۱۰ اکثر اسکی بازان و اسنوبرد سواران در ایالات متحده و اروپا از کلاه ایمنی استفاده می‌کردند. کلاه اسکی در سبک‌های مختلف موجود است و معمولاً از یک پوسته پلاستیکی/رزینی سخت با لایه داخلی تشکیل شده است. کلاه‌های اسکی مدرن ممکن است شامل بسیاری از ویژگی‌های اضافی مانند دریچه‌های هوا، گوش‌بند، هدفون، پایه‌های عینک و پایه‌های دوربین باشند.

## خطرات
از نظر مصدومیت در هر ۱۰۰۰ روز اسکی باز یا اسنوبرد سوار، در سوئیس حدود ۳٫۵، نروژ ۱٫۵، ورمونت ایالات متحده ۱٫۹ و کانادا ۲٫۵ گزارش شده است. نرخ مرگ و میر در ایالات متحده حدود یک در میلیون بازدید است که بیش از نیمی از این آمار مربوط به صدمات سر است.
مطالعات سوئیس، آلمان، اتریش، نروژ و کانادا نشان می‌دهد که نسبت صدمات به ناحیه سر در اسکی ۱۵ درصد و برای اسنوبرد ۱۶ درصد برآورد شده است. ۷۴ درصد از آسیب‌های سر هنگام برخورد سر اسکی‌بازان به برف، ۱۰ درصد هنگام برخورد با سایر اسکی‌بازان و ۱۳ درصد هنگام برخورد با اجسام ثابت اتفاق می‌افتد.

## استفاده
آلمان، اتریش و سوئیس به ترتیب ۴۰، ۶۳، ۷۶ درصد از کلاه ایمنی استفاده می‌کنند. سوئیس نرخ استفاده از کلاه اسکی در بین کودکان را ۹۵ درصد گزارش کرده است. در فرانسه ۶۵ درصد کودکان از کلاه اسکی استفاده می‌کنند. در فصل اسکی ۲۰۱۲–۲۰۱۳، ۷۰ درصد از کل اسکی‌بازان و اسنوبرد سواران از کلاه اسکی استفاده می‌کردند که ۵ درصد بیشتر از فصل قبل بود. کلاه اسکی برای کودکان در ایتالیا و برخی از ایالت‌های اتریش، در ایالت نیوجرسی و برای کارکنان پیست اسکی والی در ایالات متحده، و برای همه در استان نوا اسکوشیا کانادا و برخی مناطق دیگر مانند قسمت‌های پرش پیست اجباری است.